# فيروس قردي 40
الفيروسُ القِرْدِيُّ 40 (بالإنجليزية: Simian virus 40 or Simian vacuolating virus 40 or SV40)‏ هو فيروس تورامي من فيروسات الدنا يصيب السعادين والإنسان حيث يتسبب بأورام لكن في معظم الأحيان يمر كعدوى كامنة.